# 原桂之介
原 桂之介（はら けいのすけ、1978年12月7日 - ）は、日本の映画監督、脚本家。

## 来歴
東京都出身。
行定勲・塩田明彦・長崎俊一・三池崇史・SABU（参加順）などの作品に助監督として参加する。
2007年、テレビ東京『おかわり飯蔵』でドラマ監督デビュー。
2014年、初めての劇場公開映画『小川町セレナーデ』で第19回新藤兼人賞・銀賞を受賞。

## 作品

### 長編映画
- 小川町セレナーデ[2]（2014年）- 監督・脚本

　　新藤兼人賞銀賞
　　2015年かわさきシネマアワード受賞
　　2015年おおさかシネマフェスティバル新人女優賞 - 藤本泉
　　Seoul Pride Film Festival2015上映作品
　　沖縄国際映画祭2015 KOZA Film Stage招待作品（2015年3月28日sat/29日sun）
　　「映像のまち•かわさきに大きく貢献した」として福田紀彦市長より感謝状授与
　　　　　　　　　　　　　　　　　　　安藤肇氏（本映画製作「かわさき街おこしシネマプロジェクト代表」）•原桂之介（脚本•監督）
- Drawing Days（2015年）- 監督・脚本
- 私の人生なのに[9]（2018年）- 監督・脚本

　　第14回チェチョン国際音楽映画祭2018 上映作品　
- BACK STREET GIRLS –ゴクドルズ-[11]（2019年）- 監督

　　第22回上海国際映画祭 多元角-霓虹映画(SPECTRUM-NIPPON EXPRESS)上映作品

### 短編映画
- 全員、片想い『片想いスパイラル』[13]（2016年）- 監督

　　Short Shorts Film Festival & Asia 2016 特別上映作品
- 東映 presents HKT48×48人の映画監督たち
「”2017：A GOD HORROR 神様ホラー：相対的に見れば「人間コメディ」であることの証明”」（2017年）- 監督・脚本

### テレビドラマ
- おかわり飯蔵（2007年・テレビ東京）- 監督（#5・6・7・8）
- 荒川アンダーザブリッジ（2011年・毎日放送）- 監督・脚本（EP#10・11・12・23・24）
- コードネームミラージュ（2017年・テレビ東京）- 監督（#9・10）
- BACK STREET GIRLS –ゴクドルズ-（2019年、ドラマイズム）- 監督
- 正しいロックバンドの作り方（2020年・日本テレビ）- 監督（#3・4・6・7）
- 顔だけ先生（2021年・東海テレビ）- 監督（#1・3・5・7・9・11）

### 配信ドラマ
- 美少女★蟹工船（2009年・DOR@MO）- 監督
- 日本人の知らない日本語リターンズ（2010年・LISMO Channel）- 監督（#4）
- フォローされたら終わり（2019年・AbemaTV）- 監督（#1・2・3・4・8・14・15・16）
- ブラックシンデレラ（2021年・ABEMA）- 監督（#3・4・5・卒業編#1・2）
- 私が獣になった夜（2021年・ABEMA）- 監督
　第1話「同窓会の夜、彼氏とレスな私」
　第2話「年下部下との夜、ちゃんと上司な私」
　第3話「焼き鳥屋の夜、元彼に未練な私」
　第4話「ハロウィンの夜、残り物な私」
- 私が獣になった夜〜名前のない関係〜（2021年・ABEMA）- 監督
　第1話「 身体だけの夜、変われない私 」
　第3話「 転勤上司との夜、巻き込まれた私」
　第6話「元カレとの夜、ズルくなった私」）
- 私が獣になった夜～好きになっちゃいけない～（2022年・ABEMA）- 監督
　第1話「大人になった男との夜、逃げられない私」
　第2話「読めない男との夜、わからない私」
　第3話「危険な男との夜、関わりたくない私」
　第4話「好きだった男との夜、マリッジブルーな私」
- ANIMALS‐アニマルズ‐（2022年・ABEMA）- 監督（#1・2・3・4・７・8・帰国編#1・2）
- ひとひらの初恋（2023年・YouTube テレビ東京公式ドラマチャンネル）- 監督（#1・2・4）
- 満たされたい（2023年・BUMPドラマ）- 監督
- そう、あの料理店で・・・修行篇 ふれあい篇（2023年・全料連PRドラマ）- 脚本・監督・編集

　　Short Shorts Film Festival & Asia 2024「BRANDED SHORTS / HR部門」受賞

### MV
- LINDBERG「行こう!!!!」（2009年）- 脚本
- GReeeeN「KARAKARA」（2015年）- 監督